# Neri José Tondello
Neri José Tondello (* 24. März 1964 in Antônio Prado, Rio Grande do Sul, Brasilien) ist ein römisch-katholischer Geistlicher und Bischof von Juína.

## Leben
Neri José Tondello empfing am 18. April 1993 das Sakrament der Priesterweihe.
Am 12. November 2008 ernannte ihn Papst Benedikt XVI. zum Bischof von Juína. Der Bischof von Caxias do Sul, Nei Paulo Moretto, spendete ihm am 11. Januar 2009 die Bischofsweihe; Mitkonsekratoren waren der Erzbischof von Porto Alegre, Dadeus Grings, und der Erzbischof von Cuiabá, Mílton Antônio dos Santos SDB. Die Amtseinführung erfolgte am 15. Februar 2009.